# Esther Van Wagoner Tufty
Esther Van Wagoner Tufty (2 de julho de 1896 - 4 de maio de 1986) foi uma jornalista americana cuja carreira durou seis décadas.

## Infância e educação
Esther Van Wagoner Tufty nasceu em 2 de julho de 1896 em Kingston, Michigan, filha de James Van Wagoner e Florence (Loomis) Van Wagoner. Ela era irmã do governador de Michigan, Murray Van Wagoner. Criada em Pontiac, Michigan, ela frequentou o Michigan State College em 1914, mas, preferindo a escola de jornalismo, formou-se na University of Wisconsin Madison com bacharelado em jornalismo em 1921.

## Carreira
Imediatamente após terminar o ensino médio, ela começou a trabalhar para o jornal local, o Pontiac Press, como editora assistente da sociedade por US $ 7,50 por semana. Enquanto frequentava a Universidade de Wisconsin, ela trabalhou para o Madison Democrat and Capitol Times. Ela e o marido se mudaram para Chicago, onde se juntaram ao Evanston News-Index e eventualmente se tornaram editores-chefe.
Seu marido conseguiu um emprego na Federal Radio Commission e eles se mudaram para Washington, DC, em 1935. Seu irmão sugeriu que ela abrisse sua própria agência de notícias para jornais de Michigan, e ela fundou o Tufty News Bureau naquele ano. O Bureau inicialmente atendeu a 26 jornais em Michigan e, no auge, atendeu a mais de 300 nos Estados Unidos. Assim, ela se tornou uma presença constante no jornalismo de Washington por décadas, cobrindo todos os presidentes dos Estados Unidos: de Franklin D. Roosevelt a Ronald Reagan. Ela ganhou o apelido de "Duquesa", que muitas vezes era atribuído à sua altura e porte real ou coroa de tranças, mas na verdade se originou quando um estalajadeiro europeu a confundiu com outro hóspede que chegava naquele dia.
Esther começou a trabalhar como jornalista de rádio durante a Segunda Guerra Mundial, com o programa de quinze minutos Headlines from Washington na Atlantic Coast Network. A partir de 1952, ela foi correspondente de rádio e televisão da NBC e tinha seu próprio programa de rádio, Tufty Topics. No início de sua carreira no rádio, ela foi apelidada de "garota da dor de cabeça" porque seu programa era patrocinado pela St. Joseph Aspirin.
Esther Tufty cobriu a Segunda Guerra Mundial, a Guerra da Coréia e a Guerra do Vietnã. Durante o Berlin Airlift, ela voou para a cidade em cima de 10 toneladas de carvão. Durante o Vietnã, ela viajava em um helicóptero que foi atingido por fogo inimigo. Quando ela voltou do Vietnã, Tufty, de 70 anos, brincou: "É minha terceira guerra, sem contar o casamento".
Em abril de 1954, ela foi enviada em uma turnê de palestras para a Austrália pelo Departamento de Estado dos Estados Unidos. Quando ela reclamou que não tinha visto nenhum canguru, o Lord Mayor de Perth a presenteou com uma fêmea de canguru chamada Topsy. Quando Topsy foi comprada na América, ela estava acompanhada por um canguru macho. Tufty disse "Quero chamá-lo de Turvey ", mas em vez disso o canguru foi apelidado de Digger. Tufty doou o par de cangurus ao Zoológico Nacional.
Esther atuou como presidente do American Women in Radio and Television, do American Newspaper Women's Club e do Women's National Press Club, e foi a única mulher a servir como presidente de todas as três organizações. Ela foi a primeira mulher a ingressar no National Press Club em 1971, quando finalmente foi aberto para mulheres. 

## Vida posterior
Esther Tufty sofreu vários ferimentos e doenças graves ao longo dos anos: câncer de mama, uma perna quebrada que a obrigou a andar com uma bengala, a perda de um olho e a instalação de sete marca-passos. Apesar disso, ela continuou a trabalhar até os 80 anos em um escritório no National Press Building e era considerada a repórter mais antiga em Washington, DC. Ela só parou de trabalhar devido a um AVC em dezembro de 1985. Ela morreu na casa de repouso Mount Vernon, em Alexandria, Virgínia, aos 89 anos.

## Vida pessoal
Esther Van Wagoner casou-se com Harold Guilford Tufty, um engenheiro elétrico, em setembro de 1921. Eles tiveram dois filhos, Harold Guilford Tufty Jr. (n. 1922) e James Tufty (n. 1929). Eles se divorciaram em 1947.